# Lincoln Red Imps Football Club
El Lincoln Red Imps Football Club és un club de futbol semi-professional de Gibraltar. Actualment disputa la primera divisió de Gibraltar, compartint el Victoria Stadium amb els altres clubs del territori. El Lincoln ostenta el rècord de campionats de lliga, havent-se proclamat campió en 22 ocasions, les 14 darreres de manera consecutiva, des del 2014, moment en què va superar el Prince of Wales. El mateix any es va convertir en el primer equip en representar Gibraltar a la Lliga de Campions de la UEFA.

## Història
El club de futbol va ser creat el 1976 per Charles Polson i Charles Head, el segon fent-se càrrec de la seva direcció. Un grup de jugadors, associats a l'antic equip jovenil de la policia, anomenat "Blue Batons", va convertir-se en la plantilla del Lincoln, juntament amb alguns altres provinents del Glacis United i el St Jago. El nou equip va passar a disputar la quarta divisió com un equip jovenil. Quan la plantilla va ser prou adulta per disputar futbol sènior, es va decidir passar l'equip a la segona divisió de Gibraltar. Des d'aleshores, el nou conjunt no va parar d'escalar posicions, guanyant el títol de tercera divisió i la copa la temporada 1981–82, i assegurant-se l'ascens a segona. La temporada següent el Lincoln va acabar a mitja taula, però la temporada 1983-84 va aconseguir el títol de segona divisió i l'ascens a la primera divisió. La temporada 1984-85 el Lincoln va aconseguir el seu primer títol de primera, compartit amb el Glacis United. Entre el 1984 i el 1994 guanyaria 7 títols de lliga.
Entre el 2003 i el 2014, el Lincoln va aconseguir guanyar 12 títols de lliga de manera consecutiva, superant el rècord de 9 títols consecutius assolit pel Glacis United al llarg de la dècada de 1960. A més, van aconseguir el triplet (Lliga, Copa i Copa Sènior) els anys 2004, 2005, 2006, 2007, 2008 i 2011.
El 2014, després que Gibraltar s'unís a la UEFA com el seu 54è membre, el Lincoln es va convertir en el primer equip en representar el territori en la Lliga de Campions de la UEFA. Després d'aconseguir un empat, a casa, contra el Havnar Bóltfelag de les illes Fèroe, el conjunt gibraltarenc va perdre per 5-2 en el partit de tornada, quedant eliminat a la primera ronda classificat`roia.

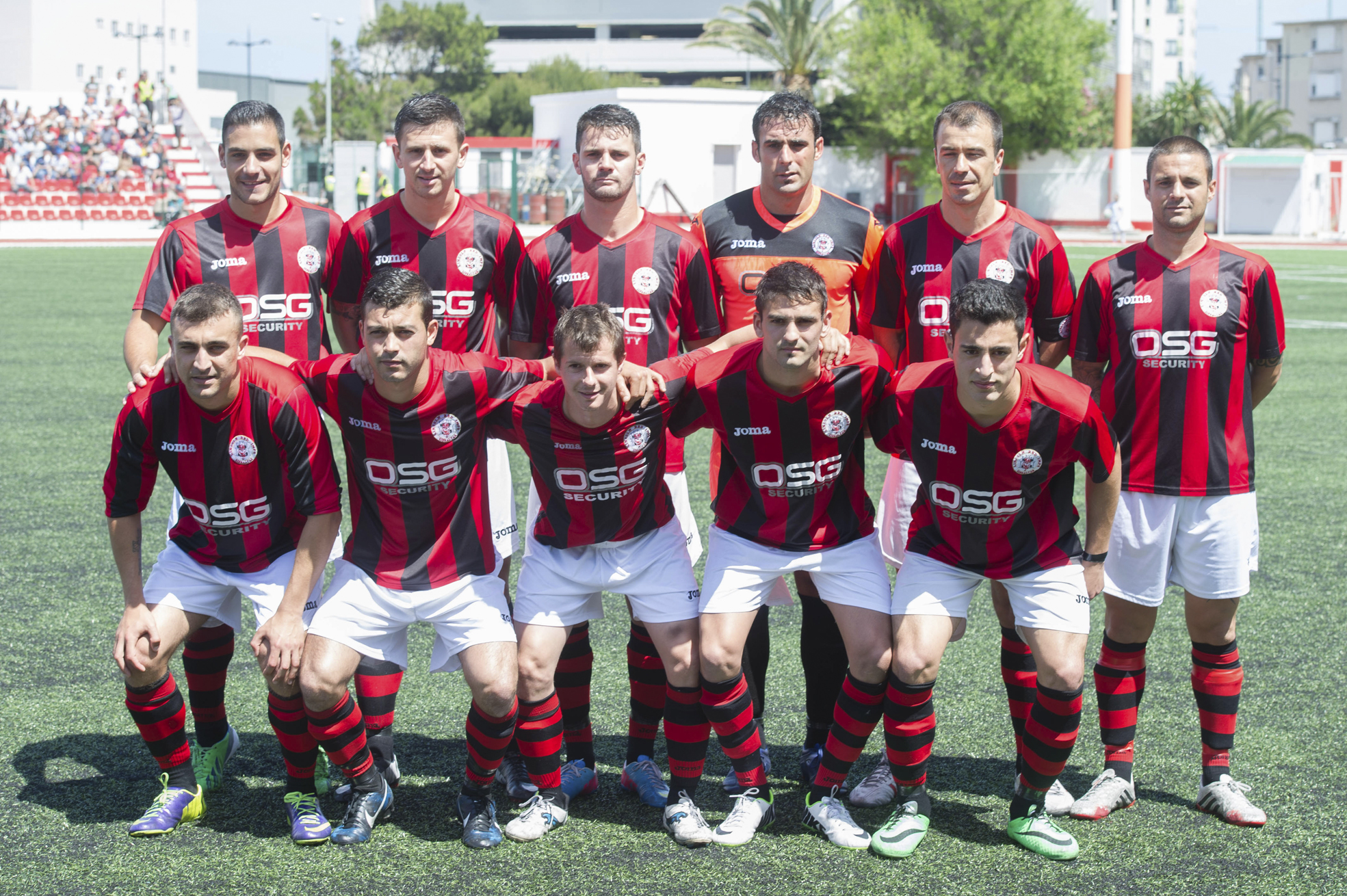
Lincoln Red Imps el maig de 2014
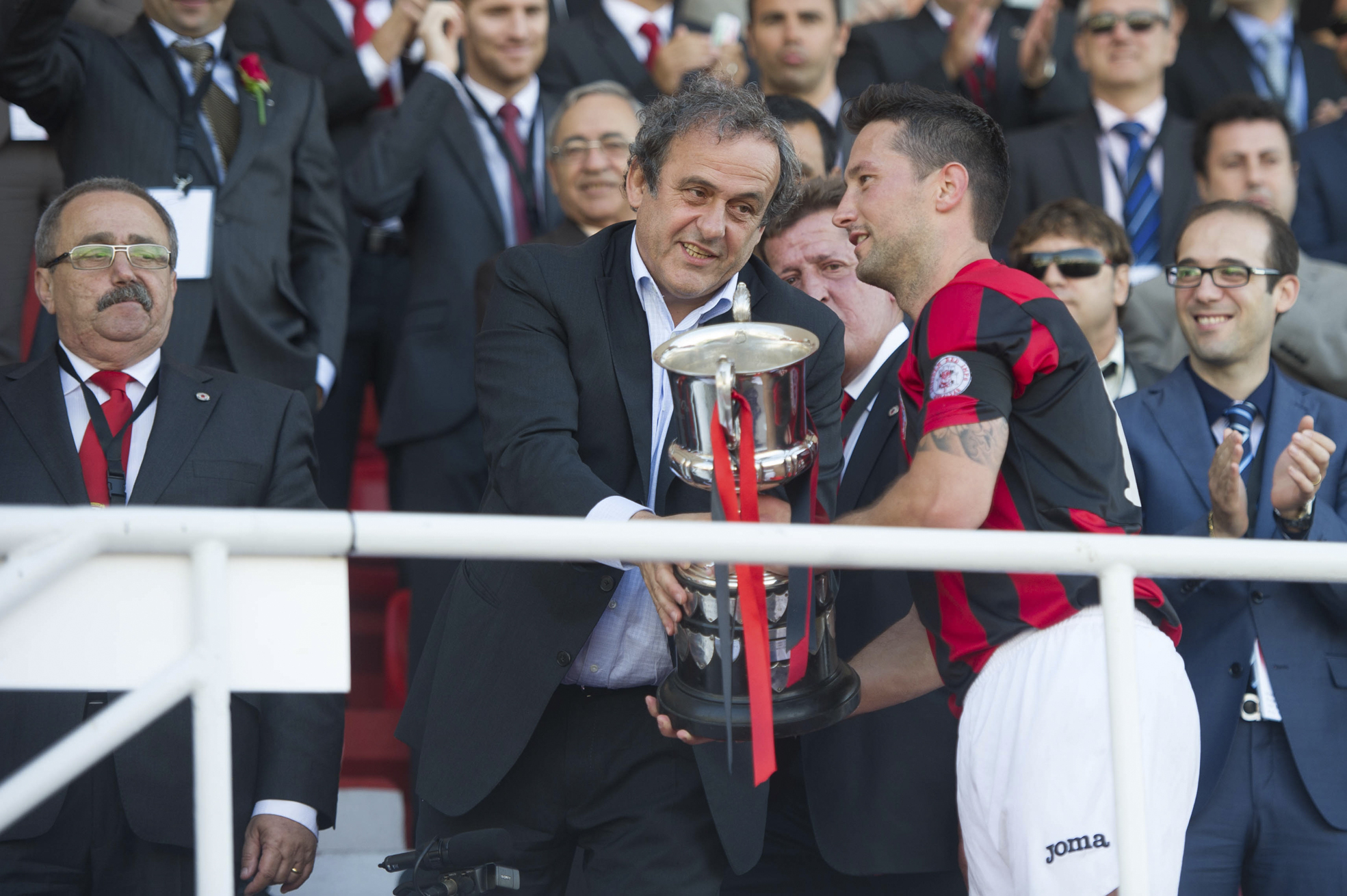
Michel Platini, president de la UEFA, durant la presentació de la Rock Cup de 2014
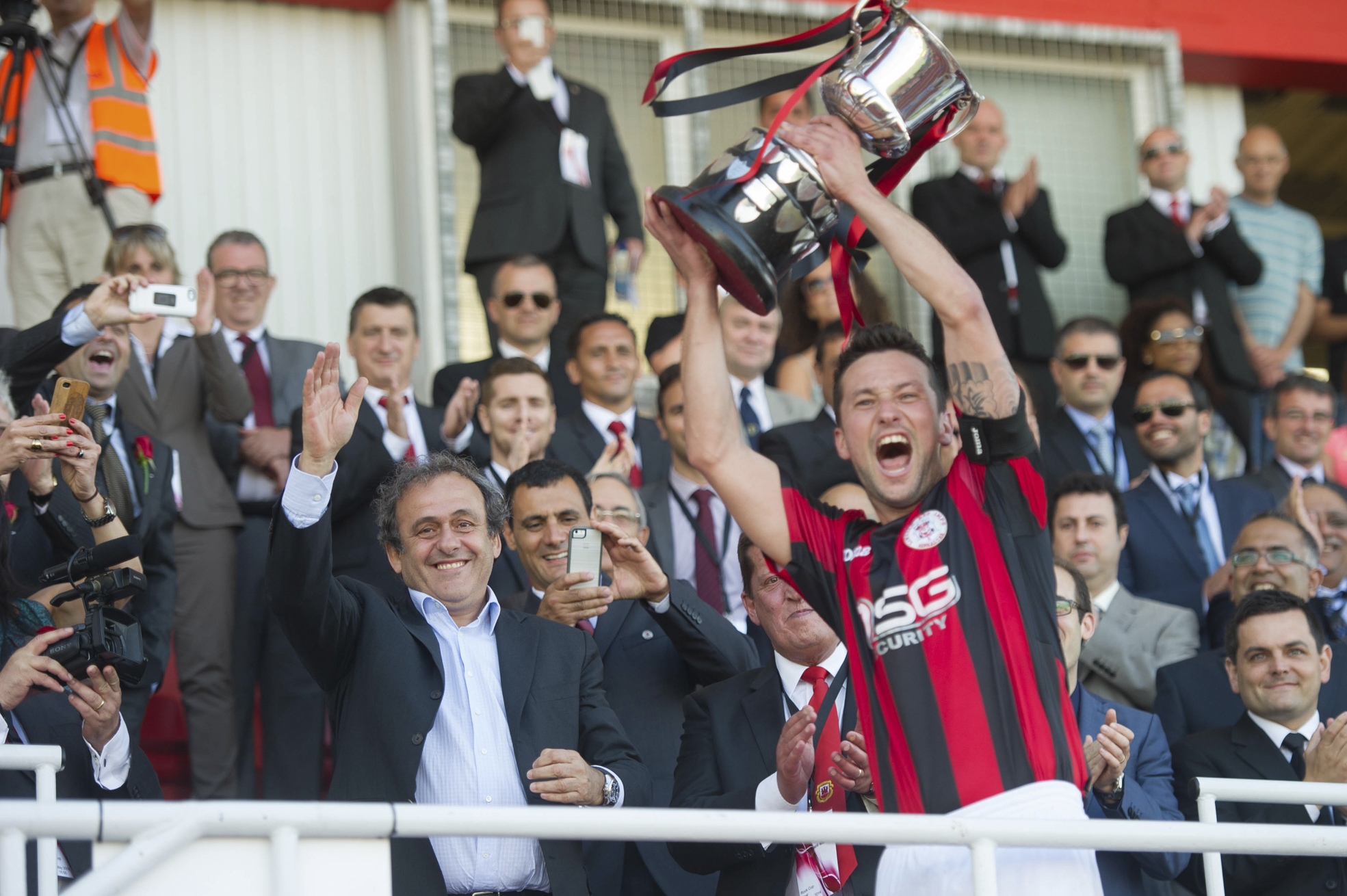
El capità del Lincoln Red reb la Rock Cup de mans de Platini
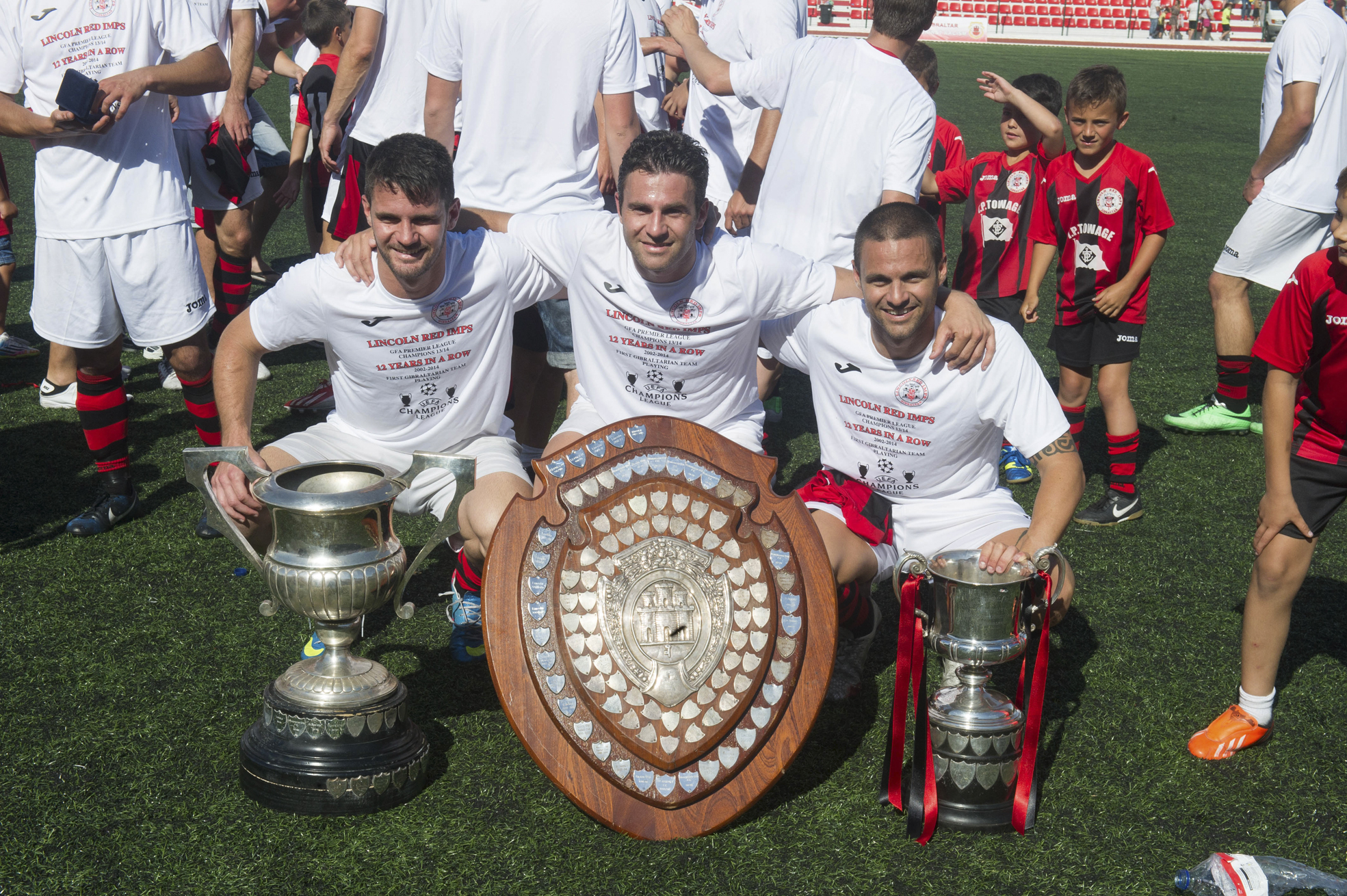
Jugadors del Lincoln Red Imps amb els títols aconseguits
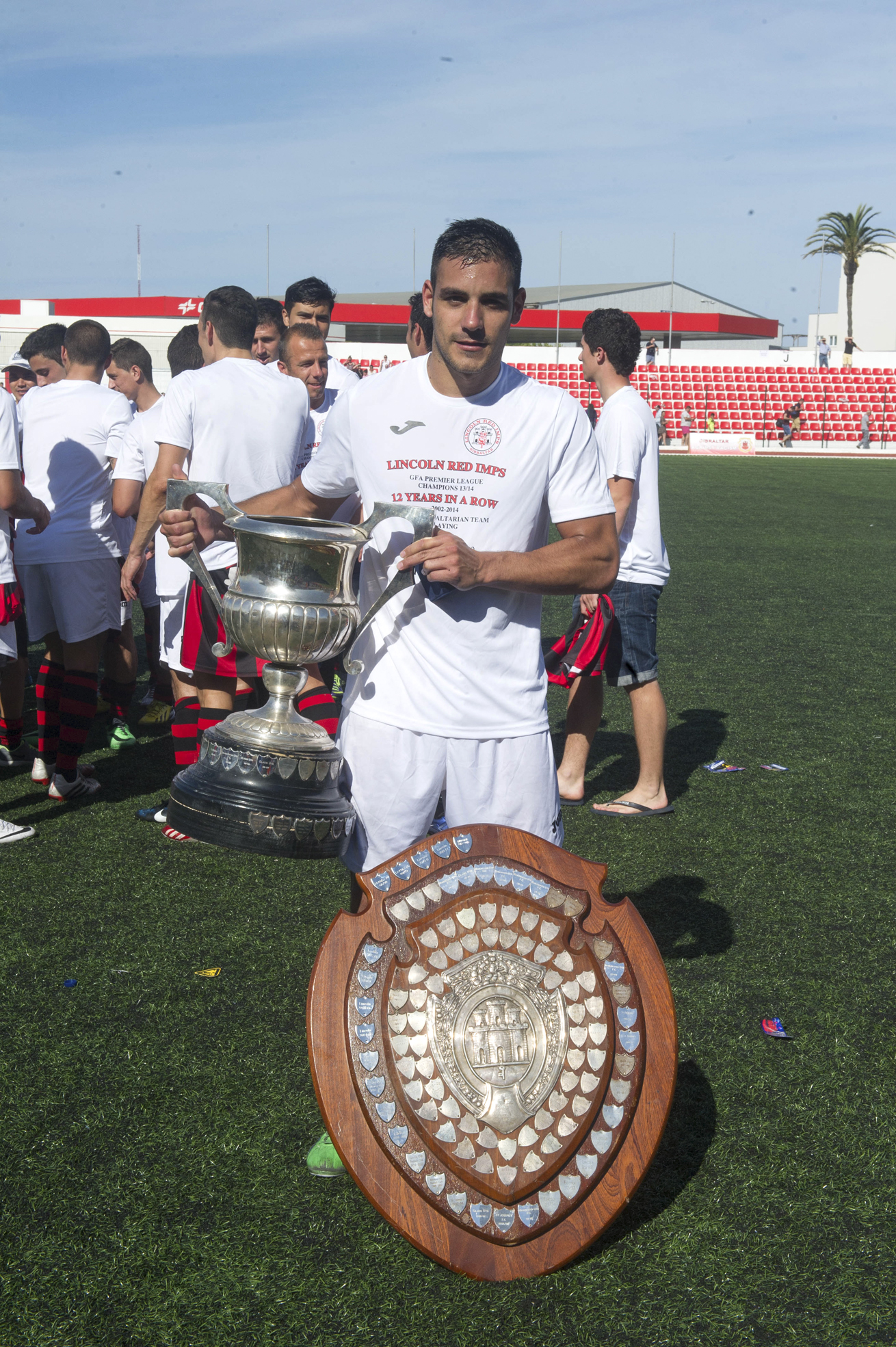
Joseph Chipolina aguanta una placa commemorativa de la seva victòria a la Rock Cup

## Palmarès
- Lliga de Gibraltar: 28[4]

1984–85, 1988–89, 1989–90, 1990–91, 1991–92, 1992–93, 1993–94, 2000-01, 2002–03, 2003–04, 2004–05, 2005–06, 2006–07, 2007–08, 2008–09, 2009–10, 2010–11, 2011–12, 2012–13, 2013–14, 2014–15, 2015–16, 2017-18, 2018-19, 2020-21, 2021-22, 2022-23, 2023-24
- Rock Cup: 17[5]

1985–86, 1988–89, 1989–90, 1992–93, 1993–94, 2001–02, 2003–04, 2004–05, 2005–06, 2006–07, 2007–08, 2008–09, 2009–10, 2010–11, 2014, 2015, 2016
- Copa de la Lliga Senior de Gibraltar: 18[6]

1986–87, 1987–88, 1988–89, 1989–90, 1990–91, 1991–92, 1992–93, 1999–00, 2001–02, 2002–03, 2003–04, 2004–05, 2005–06, 2006–07, 2007–08, 2010–11, 2011–12, 2013–14

## Competicions europees
El primer partit oficial a nivell europeu del Lincoln es va produir en la Lliga de Campions 2014-15, coincidint també en ser el primer partit d'una competició de la UEFA disputat mai per un equip gibraltarenc. El partit va acabar en empat a 1.

### Partits
| Temporada | Competició        | Ronda | Club              | Local | Visitant | Global |  |
| --------- | ----------------- | ----- | ----------------- | ----- | -------- | ------ |  |
| 2014–15   | Lliga de Campions | 1Q    | HB Tórshavn       | 1–1   | 2–5      | 3–6    |  |
| 2015–16   | Lliga de Campions | 1Q    | FC Santa Coloma   | 0–0   | 2–1      | 2–1    |  |
| 2015–16   | Lliga de Campions | 2Q    | FC Midtjylland    | 0–2   | 0–1      | 0–3    |  |
| 2016–17   | Lliga de Campions | 1Q    | FC Flora Tallinn  | 2-0   | 1–2      | 3-2    |  |
| 2016–17   | Lliga de Campions | 2Q    | Celtic            | 1-0   | 0-3      | 1-3    |  |
| 2017–18   | Lliga Europa      | 1Q    | AEK Làrnaca       | 1–1   | 0–5      | 1–6    |  |
| 2018–19   | Lliga de Campions | RP    | SP La Fiorita     | 2-0   | 2-0      | N/D    |  |
| 2018–19   | Lliga de Campions | RP    | Drita             | 1-4   | 1-4      | N/D    |  |
| 2018–19   | Lliga Europa      | 2Q    | The New Saints    | 1-1   | 1-2      | 2-3    |  |
| 2019-20   | Lliga de Campions | RP    | Feronikeli        | 0-1   | 0-1      | N/D    |  |
| 2019-20   | Lliga Europa      | 2Q    | FC Ararat-Armenia | 1-2   | 0-2      | 1-4    |  |

Notes
- 1Q: Primera ronda de classificació
- 2Q: Segona ronda de classificació

## Estadi
Com tots els altres equips de Gibraltar, el Lincoln comparteix el Victoria Stadium, amb capacitat per 5.000 espectadors.

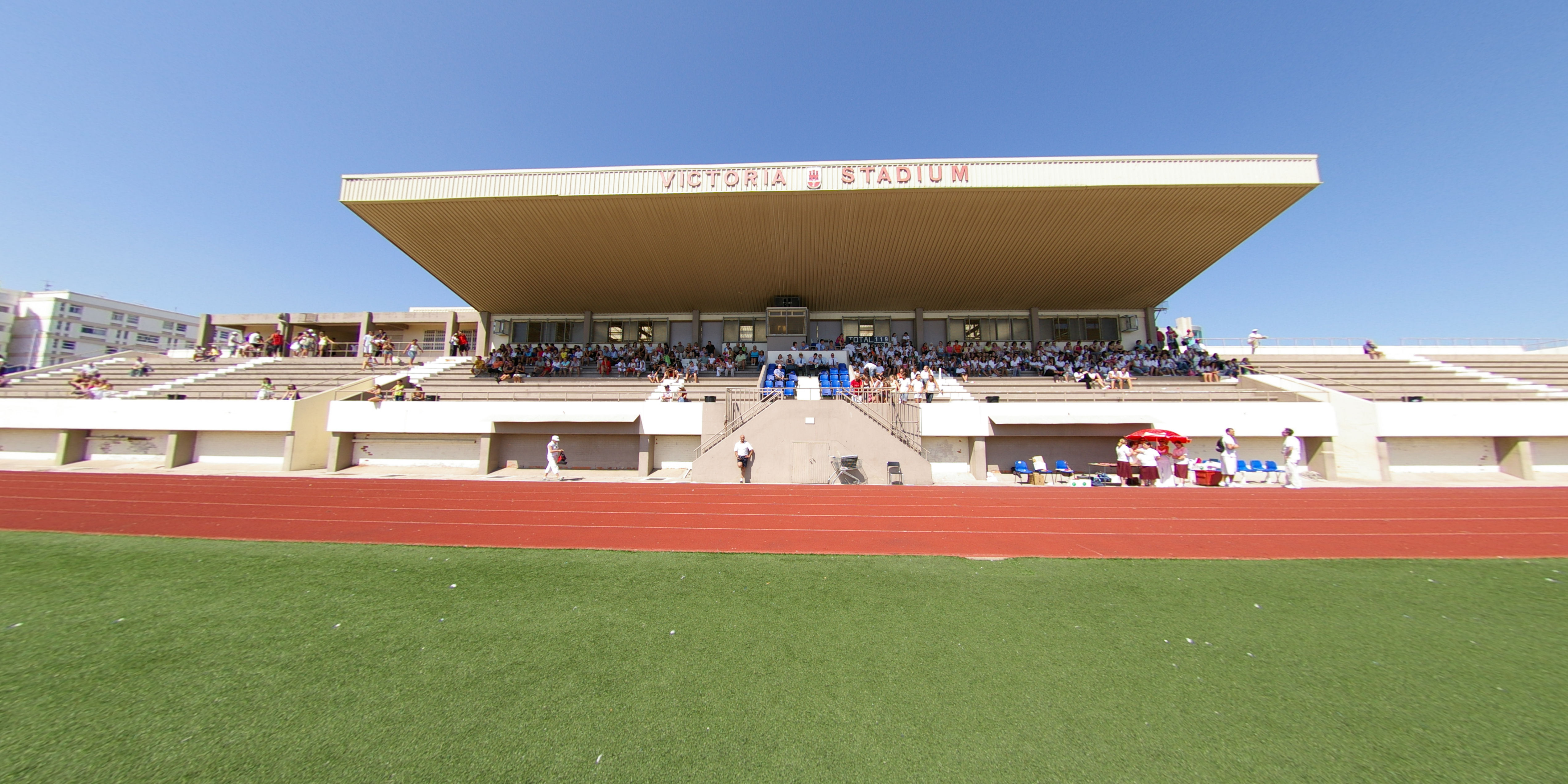
Victoria Stadium
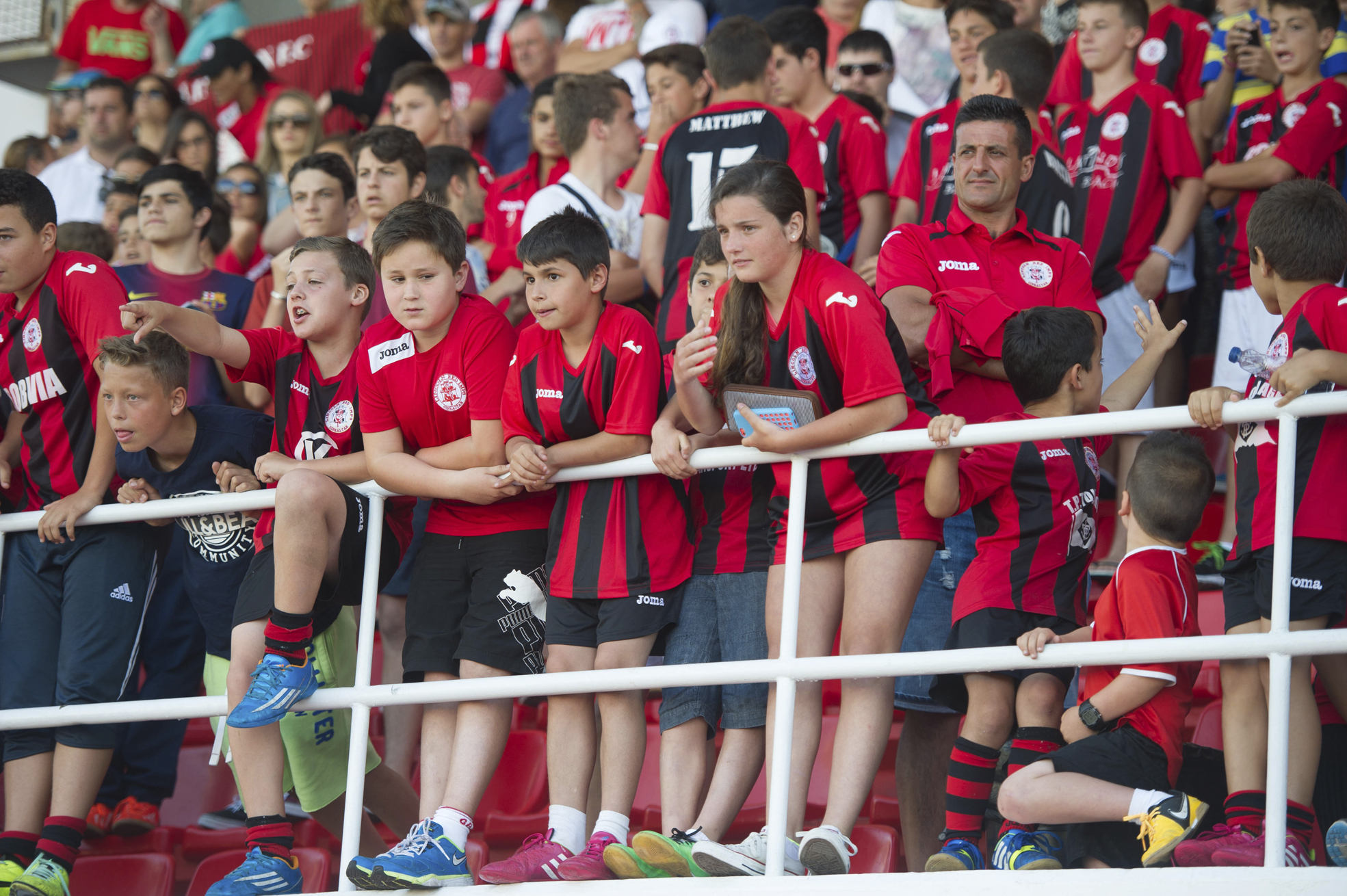
Aficionats del Lincoln Red Imps a l'estadi, el 2014